# ヒドロキシキノール-1,2-ジオキシゲナーゼ
ヒドロキシキノール-1,2-ジオキシゲナーゼ（hydroxyquinol 1,2-dioxygenase）は、次の化学反応を触媒する酸化還元酵素である。
ベンゼン-1,2,4-トリオール + O2 {\displaystyle \rightleftharpoons } 3-ヒドロキシ-cis,cis-ムコン酸
反応式の通り、この酵素の基質はベンゼン-1,2,4-トリオールとO2、生成物は3-ヒドロキシ-cis,cis-ムコン酸である。補因子として鉄を用いる。
組織名はbenzene-1,2,4-triol:oxygen 1,2-oxidoreductase (decyclizing)で、別名にhydroxyquinol dioxygenaseがある。